# Max Lange
Max Lange nació el 7 de agosto de 1832 en Magdeburgo y murió el 8 de diciembre de 1899 en Leipzig, fue un jugador y compositor de ajedrez alemán.
Entre 1858 y 1864, fue editor de Deutsche Schachzeitung. Fue uno de los fundadores de Westdeutschen Schachbundes (WDSB) y organizó el 9.º Congreso-DSB (Kongresse des Deutschen Schachbundes) en Leipzig en 1894. Fue el segundo presidente de la DSB.
Max Lange ganó cuatro campeonatos de Alemania occidental: tres veces en Düsseldorf (1862, 1863 y 1864) y uno en Aquisgrán en 1868 (7.º Congreso de la WDSB). También ganó en Hamburgo en 1868.
Publicó Lehrbuch des Schachspiel (Halle, 1856) y Handbuch der Schachaufgaben (Leipzig, 1862).
La variante de la Defensa de los dos caballos 1.e4 e5 2.Cf3 Cc6 3.Ac4 Cf6 4.d4 exd4 5.O–O Ac5 6.e5 es llamado el Ataque Max Lange.